# Valier, Illinois
Valier là một làng thuộc quận Franklin, tiểu bang Illinois, Hoa Kỳ. Năm 2010, dân số của làng này là 669 người.

## Dân số
Dân số qua các năm:
- Năm 2000: 662 người.
- Năm 2010: 669 người.